# Streetwear
Streetwear je stil ulične mode koji je nastao iz kalifornijske surf te skateboarding kulture. Postupnim širenjem i stjecanjem popularnosti, danas obuhvaća elemente hip-hop mode, japanske ulične mode i moderne haute couture mode. Godine 2011. časopis Complex je najboljim streetwear markama imenovao Stüssy, Supreme i A Bathing Ape.

## Povijest
Streetwear obično karakteriziraju neformalni, udobni komadi odjeće i obuće kao što su jeans, majice, bejzbol kape, te tenisice.
Pokret je nastao iz losanđeleske surf kulture kasnih 1970-ih i početkom 1980-ih. Tadašnje poznate streetwear marke bile su BlauGrun, Ocean Pacific, Hobie, Off Shore, Gotcha i Life's Beach. Lokalni dizajner dasaka za surfanje Shawn Stussy počeo je prodavati majice s istim otisnutim zaštitnim znakom kojeg je postavljao i na svoje daske za surfanje. Stussy je u počecima prodavao iz svog automobila, a kada mu je porasla popularnost, proširio je prodaju u trgovine. Stüssyjev pomak u ekskluzivnu prodaju učvrstio je temeljnu definiciju streetweara: spojiti višestranu, supkulturno raznoliku marku i luksuz. To su dvije suštinske komponente koje čine streetwear.
Rane streetwear marke su uzimale inspiraciju od DIY estetike punka, novog vala, heavy metala i hip-hopa. Već postojeće športske i modne marke kao što su Kangol i Adidas, usko su se povezivale s hip-hop scenom koja je ranih 1980-ih bila na uzlazu.